# ファウンテインズ・オブ・ウェイン
ファウンテインズ・オブ・ウェイン (Fountains Of Wayne) は、アメリカのロック・バンド。ジャンルはパワー・ポップ。

## 来歴
学生時代の、ルームメイトであったアダム・シュレシンジャーとクリス・コリングウッドの2人を中心に、1996年にバンドを結成。2人が知り合ったきっかけは、アダムが当時R.E.M.の曲を弾いていたところ、あまりのコードの違いぶりにクリスが正しいコードを教えてあげたことに始まる。バンド名の由来は、メンバーのアダムが隣に住むウェイン家の噴水（ファウンテイン）からインスピレーションをうけたことによるもの。
同年、アルバム『ファウンテインズ・オブ・ウェイン』でデビューする。その音楽性がウィーザーと比較されるなど、欧米でスマッシュ・ヒットを記録。レコーディングは2人だけで行われたものの、アルバムのヒットを受けて当時の所属レーベルが2人にツアーをさせるためにブライアン・ヤングとジョディ・ポーターをサポートに加え、そのまま正式なメンバーとなる。
1999年にセカンド・アルバム『ユートピア・パークウェイ』を、2003年にはサード・アルバム『ウェルカム・インターステイト・マネージャーズ』をリリース。このアルバムから収録曲の「ステイシーズ・マム」が全米9位、また「メキシカン・ワイン」も大ヒットし、デビュー7年目にして、グラミー賞の「ベスト・ニュー・アーティスト（最優秀新人）」部門へノミネートされるなど、各方面で絶賛された。
その後、2005年にレア・トラック集『アウト-オブ-ステイト・プレイツ』をリリース。そして2007年、4作目のアルバム『トラフィック・アンド・ウェザー』を発表。この際、フジロック・フェスティバルには3日目レッド・マーキーのトリとして参加した。
来日は上記をはじめ、フジロック2回、サマーソニック1回、単独が3回(うち1回は親交のあるアジアン・カンフー・ジェネレーションにサポートを依頼され来日した2006年12月公演を含む。このとき体調不良を起こしていたクリスはサポートライブの2日目をキャンセルしたものの、代官山ユニットでのワンマンライブは決行。手が震える中でライブを行った。
クリスはその後、ソロ・プロジェクト「LOOK PARK」などで活動。
アダムは他にアイヴィーとティンテッド・ウィンドウズの2つのバンドにも参加するほか、「スクラッチー・レコード」というレコードレーベルとストラトスフィア・サウンドというレコーディングスタジオを所有しており、プロデューサーとしても活躍していたが、2019新型コロナウイルス感染症(COVID-19)からの合併症のため2020年4月1日、52歳で死去した。

## メンバー
- クリス・コリングウッド (Chris Collingwood) – リード・ボーカル (1995年–2013年、2020年、2025年–)、リズム・ギター (1997年–2013年、2020年、2025年–)、リード・ギター (1995年–1997年)、キーボード (1995年–1999年、2011年–2013年)
- ジョディ・ポーター (Jody Porter) – リード・ギター、バック・ボーカル (1997年–2013年、2020年、2025年–)
- ブライアン・ヤング (Brian Young) – ドラム、パーカッション (1997年–2013年、2020年、2025年–)

### 元メンバー
- アダム・シュレシンジャー (Adam Schlesinger) – キーボード、バック・ボーカル (1995年-2013年)、ベース (1997年–2013年)、ドラム、リズム・ギター (1995年-1997年) ※2020年死去

## ディスコグラフィ

### スタジオ・アルバム
- 『ファウンテインズ・オブ・ウェイン』 - Fountains of Wayne (1996年)
- 『ユートピア・パークウェイ』 - Utopia Parkway (1999年)
- 『ウェルカム・インターステイト・マネージャーズ』 - Welcome Interstate Managers (2003年)
- 『トラフィック・アンド・ウェザー』 - Traffic and Weather (2007年)
- 『スカイ・フル・オブ・ホールズ』 - Sky Full of Holes (2011年)

### コンピレーション・アルバム
- 『アウト-オブ-ステイト・プレイツ』 - Out-of-State Plates (2005年) ※レア・トラック集